# Уан-Астор-Плаза
Уа́н-А́стор-Пла́за (англ. One Astor Plaza) — небоскрёб на Таймс-сквер. Фасады здания выходят на западные 44-ю и 45-ю улицы.
На месте небоскрёба с 1904 по 1967 год располагался фешенебельный отель Астор. Проект небоскрёба был разработан архитектурным объединением Kahn & Jacobs. Его строительство велось с 1968 по 1970 год.
Высота здания составляет 227 метров, совокупная площадь помещений — 180 000 м², всего в здании насчитывается 54 этажа. Отличительной особенностью небоскрёба являются декоративные элементы на его крыше. По мнению журнала New York Magazine, они имеют сходство с заячьими ушами, из-за чего небоскрёб попал в составленный изданием список восьми худших небоскрёбов Нью-Йорка.
В 1973 году на третьем этаже небоскрёба открылся Минскофф-театр, рассчитанный на 1621 зрителя. На втором этаже расположены студии телеканала MTV, а на первом — театр Best Buy.
1 мая 2010 года у восточного угла здания была предпринята неудачная попытка теракта.

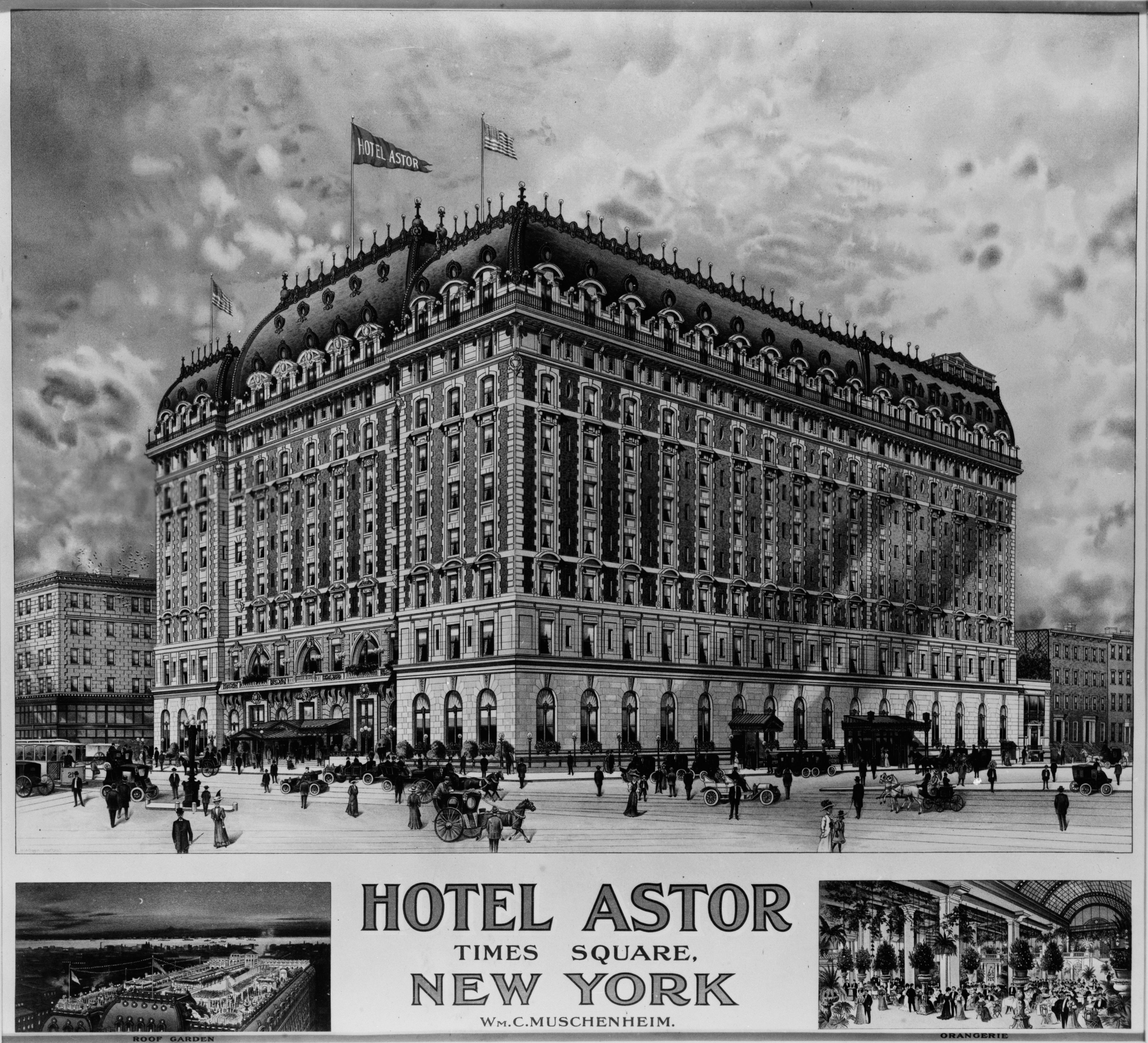
Отель Астор
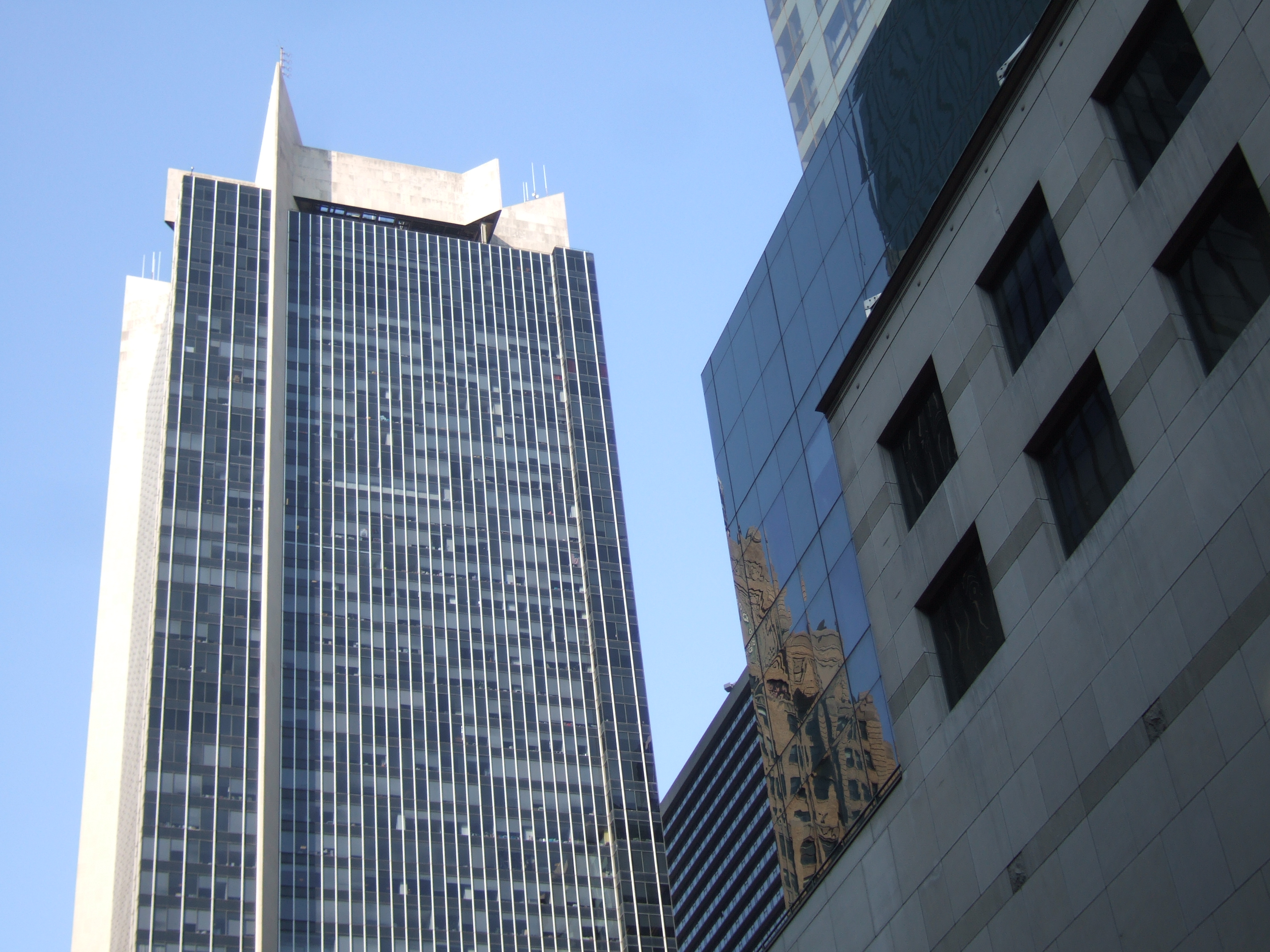
Небоскрёб в ноябре 2006 года
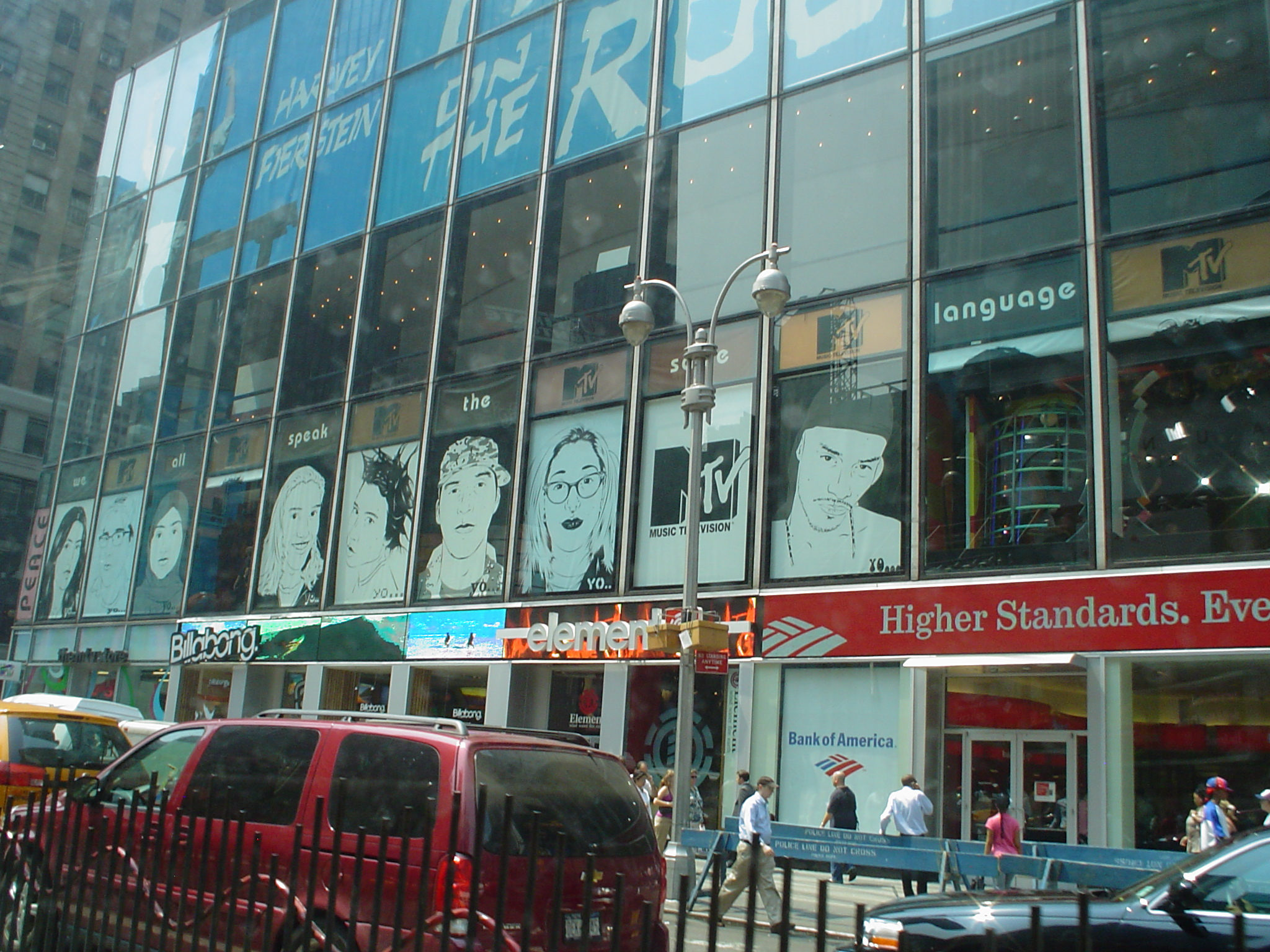
Вход в студии MTV